# 察罕殿齐·阿旺罗布桑丹
察罕殿齐·阿旺罗布桑丹（1721年—1747年）蒙古族，瑞应寺东南之额勒图特村（今新民乡头等营子村）人，第二世察罕殿齐活佛。

## 生平
阿旺罗布桑丹于康熙六十年（1721年）生于瑞应寺东南之额勒图特村（今新民乡头等营子村）。父亲叫拉略，母亲叫乌尤特。7岁拜师受戒，一直学经至13岁。雍正二年四月五日（1724年），阿旺罗布桑丹在瑞应寺坐床，正式成为察罕殿齐活佛。阿旺罗布桑丹曾经两次觐见乾隆帝，并改扩建了瑞应寺，还曾从北京购置了直径3米、深1.7米的一口大铜锅。乾隆十二年八月一日（1747年），阿旺罗布桑丹圆寂，享年27岁。 